# Coppa del mondo di arrampicata 2007
La Coppa del mondo di arrampicata 2007 si è disputata dal 30 marzo al 17 novembre, nelle tre specialità lead, boulder e speed.

## Classifica maschile

### Generale
| Pos. | Atleta            |
| ---- | ----------------- |
| 1    | Jorg Verhoeven    |
| 2    | Tomás Mrázek      |
| 3    | Kilian Fischhuber |

### Lead
| Pos.                                                                        | Atleta                   | AUT      | SUI      | FRA     | CHN         | BEL | JPN | FRA | SLO | Punti |
| --------------------------------------------------------------------------- | ------------------------ | -------- | -------- | ------- | ----------- | --- | --- | --- | --- | ----- |
| 1                                                                           | Patxi Usobiaga Lakunza   | 3        | 2        | 6       | 6           | 2   | 2   | 1   | 18  | 499   |
| 2                                                                           | Ramón Julián Puigblanque | 8        | 4        | 2       | 5           | 1   | 2   | 2   | 26  | 486   |
| 3                                                                           | Tomás Mrázek             | 2        | 9        | 8       | 1           | 8   | 1   |     | 3   | 462   |
| 4                                                                           | Jorg Verhoeven           | 5        | 1        | 3       | 3           | 3   | 13  | 3   | 6   | 458   |
| 5                                                                           | Flavio Crespi            | 21       | 6        | 1       | 2           | 7   | 7   | 4   | 2   | 448   |
| 6                                                                           | Cédric Lachat            | 4        | 3        |         | 7           | 4   |     | 7   | 1   | 361   |
| 7                                                                           | David Lama               | 1        | 7        | 25      | 9           | 5   | 4   | 10  |     | 326   |
| 8                                                                           | Sylvain Millet           | 13       | 5        | 4       | 4           | 12  | 6   | 13  | 13  | 288   |
| 9                                                                           | Fabien Dugit             | 10       | 35       | 5       | 10          | 15  | 14  | 11  | 20  | 208   |
| 10                                                                          | Magnus Midtboe           | 20       | 17       | 16      |             | 6   |     | 6   | 5   | 195   |
| \| Legenda \| 1º posto \| 2º posto \| 3º posto \| A punti \| Senza punti \| |                          |          |          |         |             |     |     |     |     |       |
| Legenda                                                                     | 1º posto                 | 2º posto | 3º posto | A punti | Senza punti |     |     |     |     |       |

### Boulder
| Pos.                                                                        | Atleta               | GER      | BUL      | AUT     | FRA         | SUI | ITA | CZE | Punti |
| --------------------------------------------------------------------------- | -------------------- | -------- | -------- | ------- | ----------- | --- | --- | --- | ----- |
| 1                                                                           | Kilian Fischhuber    | 2        | 3        | 1       | 4           | 1   | 4   | 2   | 480   |
| 2                                                                           | Dmitry Sharafutdinov |          | 2        | 6       |             | 6   | 1   | 1   | 374   |
| 3                                                                           | Stephane Julien      | 8        | 5        | 7       | 10          | 10  | 17  | 3   | 267   |
| 4                                                                           | Akito Matsushima     |          | 17       | 3       |             | 2   | 3   | 10  | 262   |
| 5                                                                           | Jorg Verhoeven       | 12       | 4        | 2       |             | 4   | 16  | 17  | 256   |
| 6                                                                           | Gabriele Moroni      | 36       | 18       | 5       |             | 8   | 2   | 7   | 230   |
| 7                                                                           | Mykhaylo Shalagin    | 1        | 29       | 10      |             | 20  | 5   | 23  | 207   |
| 8                                                                           | Nalle Hukkataival    | 4        | 21       | 25      | 16          | 3   | 22  | 14  | 183   |
| 9                                                                           | Tomás Mrázek         | 14       | 1        | 8       |             |     | 21  |     | 174   |
| 10                                                                          | Jérôme Meyer         |          | 8        | 14      | 2           | 13  |     |     | 170   |
| \| Legenda \| 1º posto \| 2º posto \| 3º posto \| A punti \| Senza punti \| |                      |          |          |         |             |     |     |     |       |
| Legenda                                                                     | 1º posto             | 2º posto | 3º posto | A punti | Senza punti |     |     |     |       |

### Speed
| Pos.                                                                        | Atleta                 | POL      | ITA      | FRA     | ITA         | CHN | BEL | Punti |
| --------------------------------------------------------------------------- | ---------------------- | -------- | -------- | ------- | ----------- | --- | --- | ----- |
| 1                                                                           | Sergey Sinitsyn        | 3        | 2        | 1       | 1           | 2   | 3   | 425   |
| 2                                                                           | Evgenii Vaitcekhovskii | 1        | 8        | 2       | 2           | 1   | 4   | 415   |
| 3                                                                           | Alexander Kosterin     | 6        | 9        | 3       | 3           | 3   | 2   | 322   |
| 4                                                                           | Manuel Escobar         | 7        | 3        | 8       | 5           |     | 1   | 299   |
| 5                                                                           | Anatoly Skripov        | 13       | 1        | 9       | 7           | 8   | 14  | 246   |
| 6                                                                           | Leonel De Las Salas    | 10       | 7        | 11      | 10          |     | 5   | 193   |
| 7                                                                           | Libor Hroza            | 8        | 15       | 7       | 9           |     | 10  | 176   |
| 8                                                                           | Csaba Komondi          | 2        | 5        | 17      |             |     | 15  | 171   |
| 9                                                                           | Alexander Peshekhonov  | 32       | 13       | 4       | 8           |     | 6   | 168   |
| 10                                                                          | Nestor Carvajal        | 14       | 11       | 10      |             |     | 11  | 120   |
| \| Legenda \| 1º posto \| 2º posto \| 3º posto \| A punti \| Senza punti \| |                        |          |          |         |             |     |     |       |
| Legenda                                                                     | 1º posto               | 2º posto | 3º posto | A punti | Senza punti |     |     |       |

## Classifica femminile

### Generale
| Pos. | Atleta             |
| ---- | ------------------ |
| 1    | Natalija Gros      |
| 2    | Angela Eiter       |
| 3    | Svitlana Tuzhylina |

### Lead
| Pos.                                                                        | Atleta                | AUT      | SUI      | FRA     | CHN         | BEL | JPN | FRA | SLO | Punti |
| --------------------------------------------------------------------------- | --------------------- | -------- | -------- | ------- | ----------- | --- | --- | --- | --- | ----- |
| 1                                                                           | Maja Vidmar           | 10       | 21       | 1       | 1           | 1   | 1   | 1   | 1   | 634   |
| 2                                                                           | Angela Eiter          | 1        | 1        | 18      | 2           | 2   | 6   | 2   | 13  | 513   |
| 3                                                                           | Muriel Sarkany        | 2        | 9        | 2       | 4           | 5   | 8   | 4   | 8   | 401   |
| 4                                                                           | Natalija Gros         | 10       | 6        | 11      | 5           | 11  | 3   | 3   | 9   | 330   |
| 5                                                                           | Irati Anda Villanueva | 14       | 7        | 26      | 21          | 4   | 2   | 9   | 2   | 329   |
| 6                                                                           | Mina Markovic         | 7        | 2        | 8       | 17          | 9   | 10  | 7   | 6   | 324   |
| 7                                                                           | Charlotte Durif       | 8        | 4        | 12      | 6           | 15  | 5   | 11  | 5   | 303   |
| 8                                                                           | Caroline Ciavaldini   | 18       |          | 5       | 7           | 6   | 9   | 6   | 4   | 296   |
| 9                                                                           | Yuka Kobayashi        | 17       | 5        | 16      | 3           | 7   | 7   | 8   |     | 280   |
| 10                                                                          | Alexandra Eyer        | 4        | 17       | 4       | 12          | 8   | 13  | 25  | 7   | 265   |
| \| Legenda \| 1º posto \| 2º posto \| 3º posto \| A punti \| Senza punti \| |                       |          |          |         |             |     |     |     |     |       |
| Legenda                                                                     | 1º posto              | 2º posto | 3º posto | A punti | Senza punti |     |     |     |     |       |

### Boulder
| Pos.                                                                        | Atleta          | GER      | BUL      | AUT     | FRA         | SUI | ITA | CZE | Punti |
| --------------------------------------------------------------------------- | --------------- | -------- | -------- | ------- | ----------- | --- | --- | --- | ----- |
| 1                                                                           | Juliette Danion | 2        | 8        | 9       | 1           | 4   | 5   | 1   | 426   |
| 2                                                                           | Olga Shalagina  | 1        | 12       | 1       |             | 6   | 2   | 3   | 420   |
| 3                                                                           | Natalija Gros   | 5        | 14       | 2       |             | 1   | 1   | 9   | 392   |
| 4                                                                           | Yulia Abramchuk | 12       | 1        | 5       |             | 7   | 13  | 4   | 303   |
| 5                                                                           | Silvie Rajfova  | 4        | 13       | 7       | 3           | 5   | 7   | 14  | 283   |
| 6                                                                           | Akiyo Noguchi   |          | 2        | 4       |             | 2   | 3   |     | 280   |
| 7                                                                           | Chloé Graftiaux | 3        | 7        | 21      | 2           | 21  | 6   | 23  | 255   |
| 8                                                                           | Maud Ansade     | 14       | 22       | 10      | 5           | 8   | 10  | 16  | 203   |
| 9                                                                           | Angelica Lind   | 11       | 6        | 26      | 7           | 27  | 23  | 10  | 168   |
| 10                                                                          | Anja Hodann     | 16       | 4        | 15      |             | 9   | 19  | 17  | 166   |
| \| Legenda \| 1º posto \| 2º posto \| 3º posto \| A punti \| Senza punti \| |                 |          |          |         |             |     |     |     |       |
| Legenda                                                                     | 1º posto        | 2º posto | 3º posto | A punti | Senza punti |     |     |     |       |

### Speed
| Pos.                                                                        | Atleta             | POL      | ITA      | FRA     | ITA         | CHN | BEL | Punti |
| --------------------------------------------------------------------------- | ------------------ | -------- | -------- | ------- | ----------- | --- | --- | ----- |
| 1                                                                           | Tatiana Ruyga      | 4        | 2        | 2       | 2           | 1   | 3   | 405   |
| 2                                                                           | Svitlana Tuzhylina | 3        | 6        | 1       | 5           |     | 1   | 363   |
| 3                                                                           | Anna Stenkovaya    | 2        | 3        | 4       | 8           | 2   | 2   | 360   |
| 4                                                                           | Valentina Yurina   | 8        | 7        | 6       | 1           | 3   | 4   | 310   |
| 5                                                                           | Edyta Ropek        | 1        | 8        | 7       | 3           | 7   | 9   | 291   |
| 6                                                                           | Rosmery Da Silva   | 11       | 1        | 10      | 9           |     | 5   | 253   |
| 7                                                                           | Francis Rodriguez  | 7        | 4        | 15      | 7           |     | 17  | 181   |
| 8                                                                           | Lucelia Blanco     | 12       | 10       | 9       | 10          |     | 7   | 176   |
| 9                                                                           | Mayya Piratinskaya | 10       | 9        | 13      | 6           | 19  | 11  | 175   |
| 10                                                                          | Olena Ryepko       | 5        | 5        |         | 4           |     |     | 157   |
| \| Legenda \| 1º posto \| 2º posto \| 3º posto \| A punti \| Senza punti \| |                    |          |          |         |             |     |     |       |
| Legenda                                                                     | 1º posto           | 2º posto | 3º posto | A punti | Senza punti |     |     |       |